# Archidiecezja Daegu
Archidiecezja Daegu (łac. Archidioecesis Taeguensis, kor. 천주교 대구대교구) – rzymskokatolicka archidiecezja ze stolicą w Daegu, w Korei Południowej.
31 grudnia 2010 w diecezji służyło 474 kapłanów, z czego 469 było Koreańczykami a 5 obcokrajowcami. W seminarium duchownym kształciło się 146 alumnów. Diecezja posiada również 1 uniwersytet dla osób świeckich.
W 2010 w diecezji służyło 123 braci i 1096 sióstr zakonnych.
Kościół katolicki na terenie archidiecezji Daegu prowadzi 6 szpitali, 2 kliniki oraz 128 instytucji pomocy społecznej.

## Historia
8 kwietnia 1911 papież Pius X erygował wikariat apostolski Taiku. Dotychczas wierni z tych terenów należeli do wikariatu apostolskiego Korei (obecnie archidiecezja seulska). Była to druga stolica biskupia w Korei.
13 kwietnia 1937 z wikariatu apostolskiego Taiku wydzielono prefekturę apostolską Kwoszu (obecnie archidiecezja Gwangju) i prefekturę apostolską Zenshu (obecnie diecezja Jeonju).
21 stycznia 1957 ponownie dokonano podziału wikariatu wyodrębniając wikariat apostolski Pusanu (obecnie diecezja pusańska).
10 marca 1962 papież Jan XXIII podniósł wikariat apostolski Taiku do rangi archidiecezji i nadał mu obecną nazwę.
29 maja 1969 z archidiecezji Daegu wyodrębniono diecezję Andong.
W maju 1984 diecezję odwiedził papież Jan Paweł II.
.

## Ordynariusze

### Wikariusze apostolscy Taiku
- Florian-Jean-Baptiste Demange MEP[1] (1911 - 1938)
- Jean-Germain Mousset MEP[1] (1938 - 1942)
  - Irenaeus Hayasaka[2] (1942 - 1946) administrator apostolski
  - ks. Paul Chu Jae-yong (1946 - 1948) administrator apostolski
  - Paul Marie Ro Ki-nam (1948 - 1948) administrator apostolski; wikariusz apostolski Seulu
- John Baptist Choi Deok-hong (1948 - 1954)
- John Baptist Sye Bong-kil (1955 - 1962)

### Arcybiskupi Daegu
- John Baptist Sye Bong-kil (1962 - 1986)
- Paul Ri Moun-hi (1986 - 2007)
- John Choi Young-su (2007 - 2009)
- Thaddeus Cho Hwan-kil (2010 - nadal)